# Могельница
Могельница (пол. Mogielnica)  —  город  в Польше, входит в Мазовецкое воеводство,  Груецкий повят.  Имеет статус городско-сельской гмины. Занимает площадь 12,98 км². Население — 2475 человек (на 2004 год).

## История
Первое упоминание относится к 1249 году.

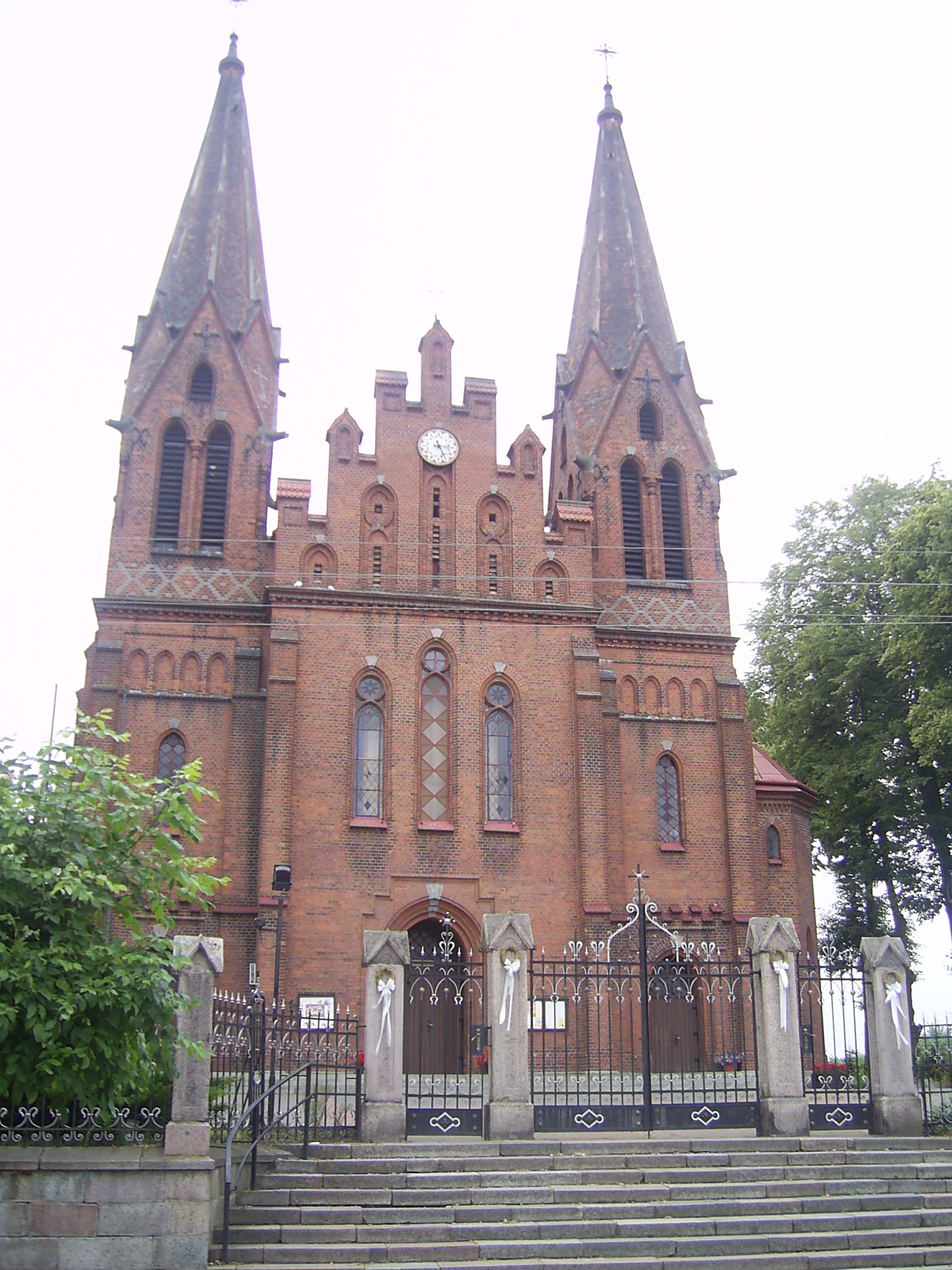
Костёл св. Флориана
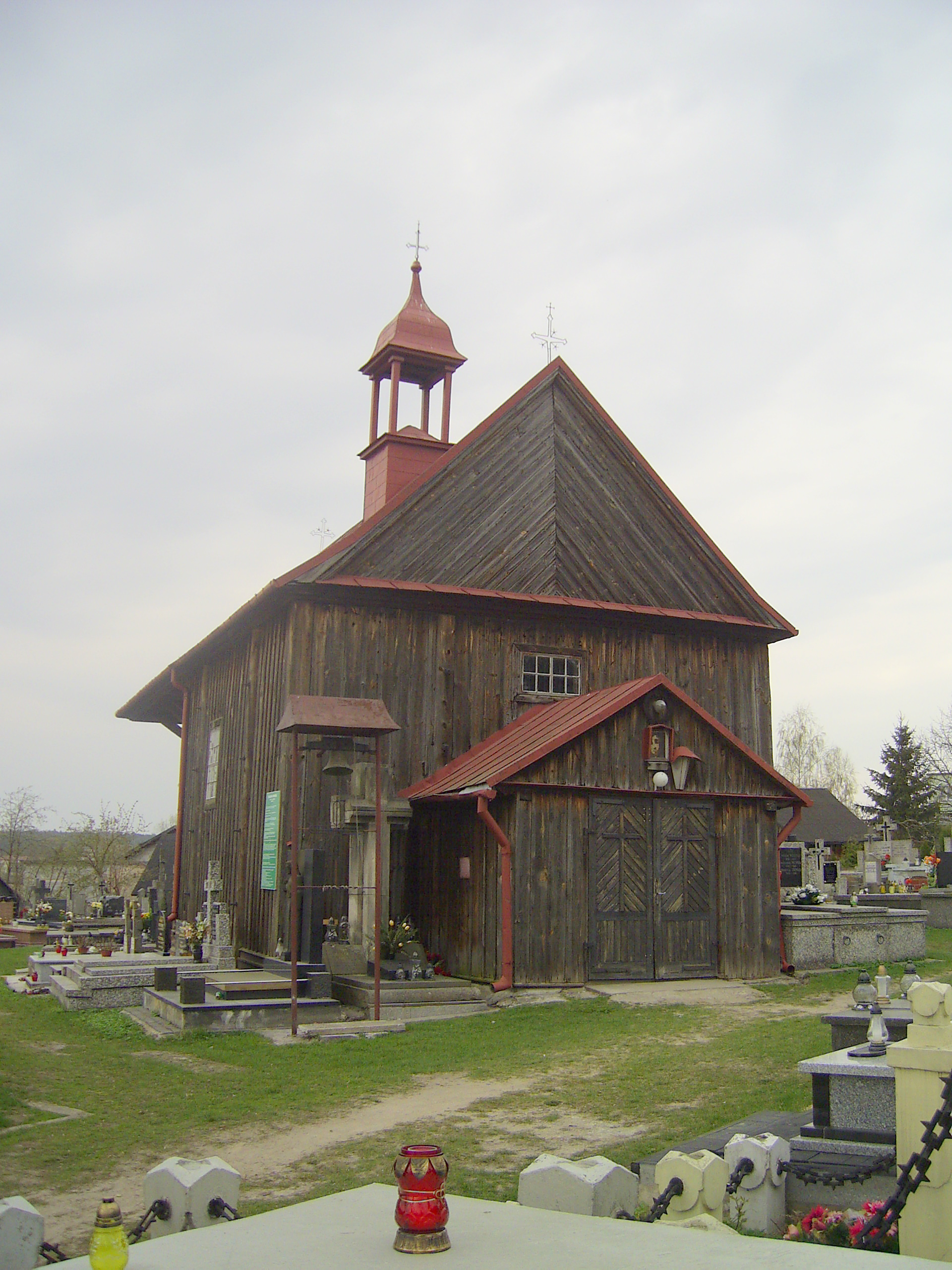
Костёл св. Троицы XVIII в.
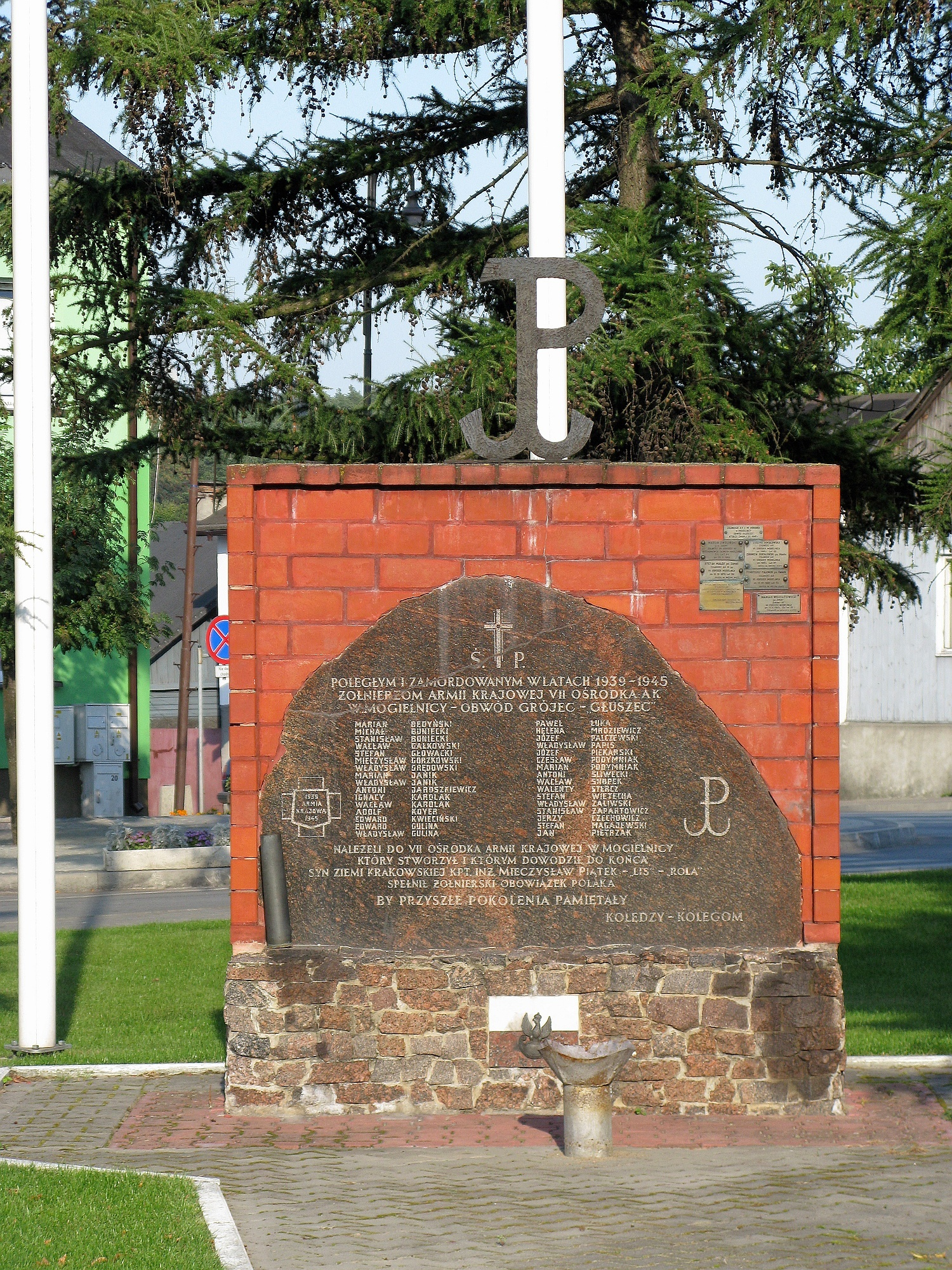
Мемориальная таблица в память о жертвах второй мировой войны
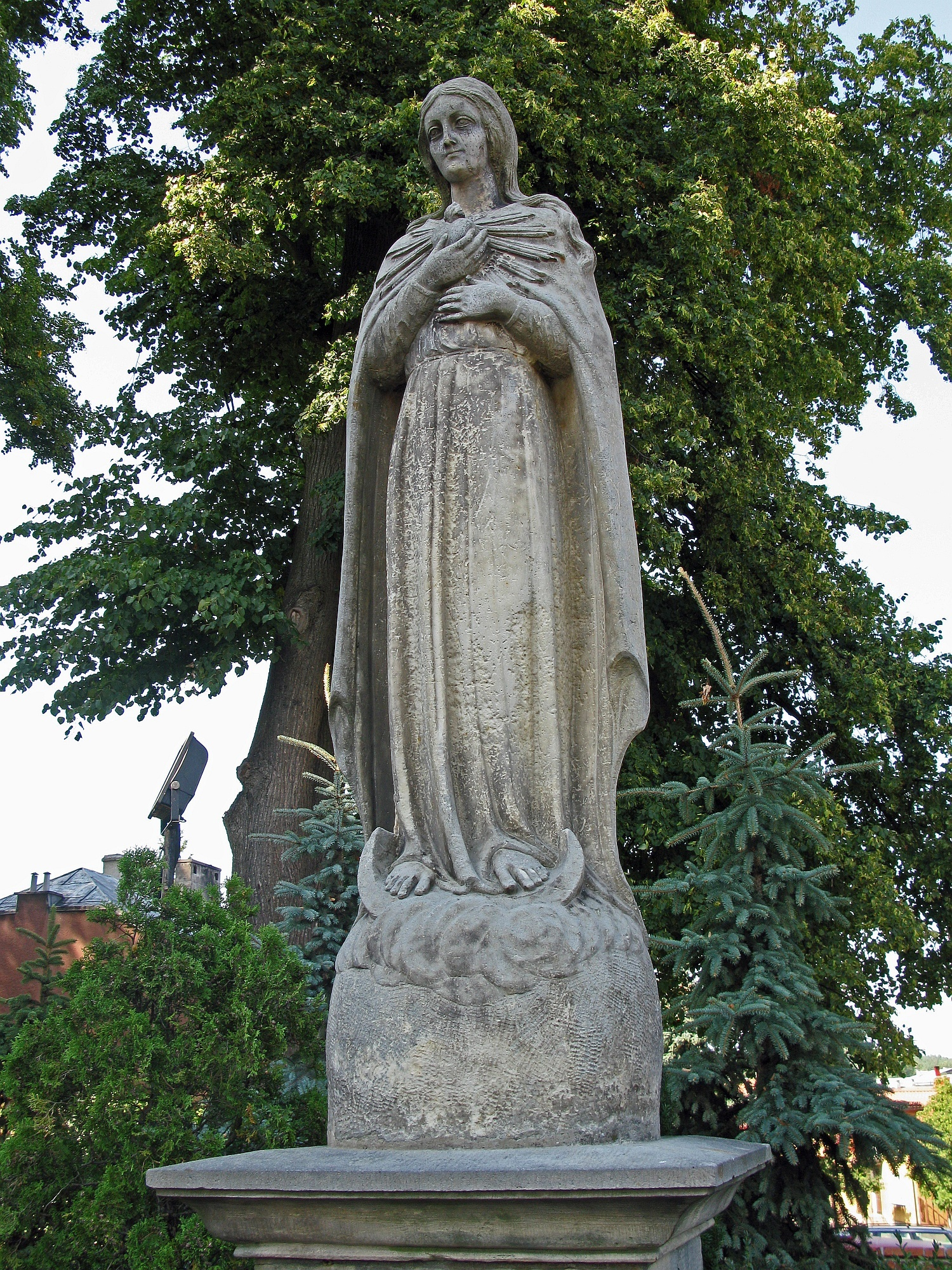
Памятник Богоматери